# Espen Andersen (esquiador, 1961)
Espen Andersen (Oslo, 12 de julio de 1961) es un deportista noruego que compitió en esquí en la modalidad de combinada nórdica. Su hermano Geir también compitió en combinada nórdica.
Ganó dos medallas de plata en el Campeonato Mundial de Esquí Nórdico, en los años 1982 y 1985.

## Palmarés internacional
| Campeonato Mundial | Campeonato Mundial | Campeonato Mundial | Campeonato Mundial        |
| Año                | Lugar              | Medalla            | Prueba                    |
| ------------------ | ------------------ | ------------------ | ------------------------- |
| 1982               | Oslo (Noruega)     | Medalla de plata   | TN + 3 × 10 km por equipo |
| 1985               | Seefeld (Austria)  | Medalla de plata   | TN + 3 × 10 km por equipo |